# 5863 Tara
För andra betydelser, se Tara.
5863 Tara eller 1983 RB är en asteroid i huvudbältet som upptäcktes den 7 september 1983 av det amerikanska astronom paret Eugene M. och Carolyn S. Shoemaker vid Palomar-observatoriet. Den är uppkallad efter den hinduiska gudinnan Tara och den buddhistiska gudinnan Tara.
Asteroiden har en diameter på ungefär 1 kilometer och den tillhör asteroidgruppen Amor.